# 존 하키스
존 하키스(John Harkes, 1967년 3월 8일)는 미국의 전 축구 선수로, 현재는 축구 지도자이다.